# Pócsafalva
Pócsafalva (Pocioveliște), település Romániában, a Partiumban, Bihar megyében.

## Fekvése
A Bihar-hegység alatt, a nyimoesdi patak mellett, Belényestől északkeletre fekvő település.

## Története
Pócsafalva nevét 1600-ban említette először oklevél Poczaveleste néven. 1808-ban és 1888-ban Pócsavelesd, 1913-ban Pócsafalva néven írták.
1660-ban királyi birtok volt. Később a nagyváradi görögkatolikus püspök lett a település földesura, mely még a 20. század elején is birtokosa volt.
1851-ben Fényes Elek írta a településről: „Pocsovolesd, Bihar vármegyében, 809 óhitü lakossal, anyatemplommal. Földesura a váradi görög püspök.”
1910-ben 580 lakosából 2 magyar, 578 román volt. Ebből 577 görögkeleti ortodox volt.
A trianoni béke előtt Bihar vármegye Belényesi járásához tartozott.

## Nevezetességek
- Görögkeleti temploma a 19. század elején épült.

## Híres emberek
- Itt született Ioan Ignatie Papp (1848–1925) aradi ortodox püspök.